# فانغال (ألاباما)
فانغال (بالإنجليزية: Vangale, Alabama)‏ هي منطقة سكنية تقع في الولايات المتحدة في مقاطعة مارينغو (ألاباما).  يقدر عدد سكانها   وترتفع عن سطح البحر 77.12 متر.